# Montezumia
Montezumia é um gênero de insetos, pertencente a família Vespidae.